# Sontheim (Baviera)
Sontheim é um município da Alemanha, situado no distrito de Baixa Algóvia, no estado da Baviera. Tem 26,53 km² de área, e sua população em 2019 foi estimada em 2.698 habitantes.